# 中国サイバー軍
中国サイバー軍（ちゅうごくサイバーぐん）とは、中国の電子戦部隊。主に中国人民解放軍総参謀部第三部二局中国人民解放軍61398部隊（PLA Unit 61398）を指すとされるが、中国政府が2011年に認めた「ネット藍軍」およびメディア・リサーチが指摘する「海南島基地の陸水信号部隊」などの複数指摘があり、これらが同一組織なのか別の組織なのかは明らかになっていない。
また民間団体委託も報道されており、さらには米国年次報告書には国防科工局による民間人スカウトの可能性も指摘されており、その全容は分かっていない。
これらがサイバー戦部隊とされ総称として中国サイバー軍と呼ばれる。
2014年に存在を指摘された61398部隊は上海市浦東新区高橋鎮大同路208号にあり、2007年に完成した12階建てビルに拠点を置く。
英語に堪能な要員数千人を抱えて活動している。2013年2月に米国の情報セキュリティー会社マンディアントが公表した報告書で存在が明らかとなった。

## 概要
2011年5月25日国防部（国防省に相当）耿雁生報道官は定例記者会見にてサイバー部隊の存在を認めた。報道官によれば広東省広州軍区に電子戦用部隊の訓練などを行う組織として存在しており、報道によれば名称は「ネット藍軍」あるいはオーストラリア誌は"Blue Army"と報じている。
これらは、アメリカ合衆国年次報告書などからたびたび存在を指摘されていた中国の電子戦部隊であるが、中国側の公開内容と、各国の指摘した所在地・規模・活動内容は大きく異なっている。民間のセキュリティー顧問によれば、部隊員はハッカー5万人とサイバー部隊員250名規模としており、また米国の民間機関「メディアス・リサーチ」によれば、サイバー部隊は「中国人民解放軍の海南島基地」に存在し、部隊名と規模は「陸水信号部隊（隊員計約1,100人）」としており、行動については「海南テレコム」経由での攻撃を行ったと分析している。
2009年にアメリカは「中国からの攻撃」に対処するために「サイバー軍」を立ち上げる方針を明らかにしている。米国国防省は2013年の年次報告書で中国が米政府のコンピューターから機密情報を探り出そうとしていると言明した。
これに対し中国網は「国防部は「『ネット藍軍』はいわゆる『ハッカー部隊』ではなく、国防当局が自らの必要に基づき臨時創設したネット防衛訓練機関だ。国際社会は行き過ぎた解釈をすべきでない」と回答した。」とし、あくまで「アメリカが設立したことによる防衛用である点」を強調することで、アメリカからの攻撃に対応する防御用だと示唆した。さらに、アメリカからの非難に対し中国外務省は「（中国は）あらゆる形態のサイバー攻撃に断固として反対している」との所見を述べた。
2012年に世界のハッキング行為の41％が中国によるものとする統計が出るなど中国政府は世界で最も大規模なハッカーのネットワークを擁してるとされ、2015年にアメリカは中国とサイバー攻撃に対応するホットラインの開設で合意した。
北朝鮮サイバー軍と連携しているとの報道もある。

## FBIサイバー犯重要指名手配

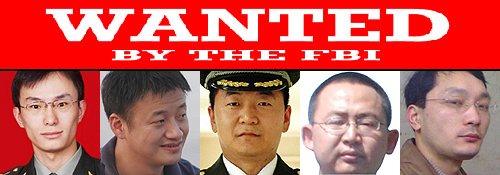
FBIサイバー犯重要指名手配

2014年5月、アメリカ合衆国司法省はサイバー攻撃によって米国の原発や鉄鋼、太陽電池関連の企業から情報を盗んだとして、61398部隊第三旅団に所属する将校5人の氏名を特定し、刑事訴追した。また、FBIは重要容疑者の情報を公開する「Wanted」のページにて、「Cyber’s Most Wanted」（サイバー犯罪の分野における最重要容疑者）として5人の容疑と顔写真を公開した。
- 孫凱良（SUN KAILIANG） - 61398部隊第三旅団
- 黄鎮宇（HUANG ZHENYU） - 61398部隊第三旅団
- 文新宇（WEN XINYU） - 61398部隊第三旅団
- 王東（WANG DONG） - 61398部隊第三旅団
- 顧春暉（GU CHUNHUI） - 61398部隊第三旅団